# Bernhard Tritscher
Pour les articles homonymes, voir Tritscher.
Bernhard Tritscher, né le 25 avril 1988 à Zell am See, est un fondeur autrichien.

## Biographie
De 2003 à 2007, il participe à diverses compétitions internationales de combiné nordique dont la Coupe du monde B, sans obtenir de résultat significatif. Il se concentre sur le ski de fond uniquement à partir de 2007.
Membre du club de Saalfelden, il fait ses débuts en Coupe du monde en mars 2010 à Oslo. Il marque ses premiers points dès sa deuxième course en décembre 2010, lorsqu'il termine 14e du sprint de Düsseldorf. Le lendemain, il est quatrième du sprint par équipes.
Il obtient le meilleur résultat individuel de sa carrière lors des Jeux olympiques de 2014 à Sotchi, lorsqu'il termine septième de l'épreuve du sprint. En 2015, il améliore cette place en se classant sixième du 15 kilomètres libre aux Championnats du monde. Son meilleur classement général dans la Coupe du monde date de la saison 2015-2016 avec le 45e rang.
En 2018, il prend part aux Jeux olympiques à Pyeongchang, où il est 39e au sprint, 42e au cinquante kilomètres, 16e au sprint par équipes et 13e au relais.
Il prend sa retraite sportive en 2020.

## Palmarès

### Jeux olympiques d'hiver
| Épreuve / Édition   | Sprint                           | Sprint                           | 15 km                            | 15 km                            | Poursuite 2 × 15 km | 50 km | Relais | Relais    |
| Épreuve / Édition   | libre                            | classique                        | libre                            | classique                        | Poursuite 2 × 15 km | 50 km | Sprint | 4 × 10 km |
| JO 2014 Sotchi      | 7e                               | Épreuve inexistante à cette date | Épreuve inexistante à cette date | —                                | —                   | 24e   | —      | —         |
| JO 2018 Pyeongchang | Épreuve inexistante à cette date | —                                | 39e                              | Épreuve inexistante à cette date | —                   | 42e   | 16e    | 13e       |

Légende :
- : pas d'épreuve
- — : Non disputée par Tritscher

### Championnats du monde
| Épreuve / Édition           | Sprint                           | Sprint                           | 15 km                            | 15 km                            | Poursuite 2 × 15 km | 50 km | Relais | Relais  |
| Épreuve / Édition           | libre                            | classique                        | libre                            | classique                        | Poursuite 2 × 15 km | 50 km | sprint | 4x10 km |
| Mondiaux 2011 Oslo          | 21e                              | Épreuve inexistante à cette date | Épreuve inexistante à cette date | —                                | —                   | 48e   | —      | —       |
| Mondiaux 2013 Val di Fiemme | Épreuve inexistante à cette date | —                                | 51e                              | Épreuve inexistante à cette date | —                   | —     | 7e     | —       |
| Mondiaux 2015 Falun         | Épreuve inexistante à cette date | —                                | 6e                               | Épreuve inexistante à cette date | —                   | 28e   | 12e    | —       |
| Mondiaux 2017 Lahti         | 33e                              | Épreuve inexistante à cette date | Épreuve inexistante à cette date | —                                | —                   | 44e   | —      | —       |
| Mondiaux 2019 Seefeld       | —                                | Épreuve inexistante à cette date | Épreuve inexistante à cette date | —                                | 44e                 | 30e   | —      | —       |

Légende :
- : pas d'épreuve
- — : Non disputée par Tritscher

### Coupe du monde
- Meilleur classement général : 45e en 2016.
- Meilleur résultat individuel : 7e.

#### Différents classements en Coupe du monde
| Année     | Classement général final | Classement distance | Classement sprint |
| 2010-2011 | 67e                      |                     | 28e               |
| 2011-2012 | 111e                     |                     | 61e               |
| 2012-2013 | 63e                      | 81e                 | 37e               |
| 2013-2014 | 73e                      | 77e                 | 39e               |
| 2014-2015 | 47e                      | 50e                 | 28e               |
| 2015-2016 | 45e                      | 45e                 | 31e               |
| 2016-2017 | 103e                     | 115e                | 51e               |
| 2017-2018 | 123e                     | 91e                 | 81e               |

### Championnats d'Autriche
Il totalise 20 titres nationaux au cours de sa carrière.